# Steve Nzigamasabo
Steve Nzigamasabo (ur. 10 grudnia 1990 w Bużumburze) – burundyjski piłkarz grający na pozycji ofensywnego pomocnika. Od 2022 jest piłkarzem klubu KMC FC.

## Kariera klubowa
Swoją karierę Nzigamasabo rozpoczął w klubie Vital’O FC. W sezonie 2010 zadebiutował w jego barwach w burundyjskiej pierwszej lidze. W sezonach 2010 i 2011/2012 wywalczył z nim dwa mistrzostwa Burundi. W 2013 roku grał w nigeryjskim Enugu Rangers, a w 2014 wrócił do Vital’O FC, z którym w sezonie 2014/2015 sięgnął po dublet - mistrzostwo i Puchar Burundi. W 2015 roku grał w kenijskim Sofapaka FC, a w latach 2016-2017 - ponownie w Vital’O FC. W sezonie 2015/2016 został z nim mistrzem kraju. W latach 2017–2019 reprezentował barwy rwandyjskiego Bugesera FC, a w latach 2019-2021 - tanzańskiego Namungo FC. W sezonie 2021/2022 grał w Mtibwa Sugar FC, a w 2022 przeszedł do KMC FC.

## Kariera reprezentacyjna
W reprezentacji Burundi Nzigamasabo zadebiutował 5 grudnia 2011 roku w przegranym 0:2 meczu CECAFA Cup 2011 z Sudanem.